# Colletes extensicornis
Colletes extensicornis är en biart som beskrevs av Joseph Vachal 1909. Colletes extensicornis ingår i släktet sidenbin, och familjen korttungebin. Inga underarter finns listade i Catalogue of Life.